# Sex in the Kitchen
Sex in the Kitchen to wydany w 2008 roku mixtape amerykańskiego rapera Big Mike’a i producenta Big Stressa. Zawiera on utwory wykonawców R&B.

## Lista utworów
1. "I Was in Love" (Ne-Yo)
2. "Sooner You Get to Love" (J Holiday)
3. "I Remember" (Keisha Cole)
4. "Falsetto" (The Dream)
5. "Suffocate" (J Holiday)
6. "Never Never Land" (Lyfe Jennings)
7. "Never" (Jaheim)
8. "Last Time" (Trey Songz)
9. "Customer" (Raheem Devaughn)
10. "Like You'll Never See Me Again" (Alicia Keys)
11. "One for All Time" (Chaka Khan)
12. "Sometimes" (Angie Stone)
13. "She’s Worth the Trouble" (J Valentine)
14. "Diary" (Alicia Keys)
15. "That’s What It's Made For" (Usher)
16. "Incomplete" (Sisqo)
17. "Signs of Love Making" (Tyrese)
18. "Don't Say No, Just Say Yes" (Avant)